# Nugan Hand Bank
Die Nugan Hand Bank war eine australische Handelsbank, die 1980 nach dem Tod eines ihrer Gründer, des australischen Anwalts Francis John Nugan, zusammenbrach, was zu einem großen Skandal im Land führte. Presseberichte deuteten darauf hin, dass die Bank in illegale Aktivitäten verwickelt war, darunter Drogenschmuggel sowie Waffengeschäfte und als Tarnorganisation für die Central Intelligence Agency (CIA) der Vereinigten Staaten diente. Die Spekulationen wuchsen, als bekannt wurde, dass die Bank eine Reihe von pensionierten US-Militärs und Geheimdienstmitarbeitern, darunter den ehemaligen CIA-Direktor William Colby, beschäftigt hatte.
Die Verluste der Anleger und die Spekulationen über die Aktivitäten der Bank führten in den folgenden fünf Jahren zu drei großen staatlichen Untersuchungen. Der Mitbegründer der Bank, der Amerikaner Michael Jon Hand, und zwei weitere Bankangestellte wurden angeklagt, weil sie sich verschworen hatten, die Untersuchungen durch Vernichtung oder Entfernung von Bankunterlagen zu beeinflussen. Hand floh im Juni 1980 nach Übersee und wurde nie gefasst. 1985 stellte eine Royal Commission fest, dass die Bank zwar zahlreiche Verstöße gegen die Bankgesetze begangen hatte, die Vorwürfe des Drogenschmuggels, des Waffenhandels und der Verwicklung in CIA-Aktivitäten jedoch nicht bewiesen werden konnten.

## Gründung und Aktivitäten
Die Nugan Hand Ltd. wurde 1973 in Sydney von dem australischen Anwalt Francis John „Frank“ Nugan und dem ehemaligen US-Green Beret Michael Jon „Mike“ Hand gegründet. Nach Angaben von Alfred W. McCoy wurde die Bank mit betrügerischen Geldern in Höhe von einer Million Dollar Aktienkapital gegründet: „Mit nur 80 Dollar auf dem Bankkonto des Unternehmens und nur 5 Dollar eingezahltem Kapital stellte Frank Nugan seinem eigenen Unternehmen einen persönlichen Scheck über 980.000 Dollar aus, um 490.000 Aktien zu kaufen. Anschließend deckte er seinen massiven Überziehungskredit ab, indem er sich selbst einen Firmenscheck über denselben Betrag ausstellte.“
Die Nugan Hand Bank lockte Kunden mit Versprechungen von bis zu 16 % Zinsen auf ihre Einlagen und Zusicherungen von Anonymität, steuerfreien Konten, spezialisierter Investitionshilfe sowie mit illegalen Dienstleistungen wie Geldwäsche. Nugan Hand wuchs schnell und erweiterte seine Niederlassungen von einem einzigen Büro in Sydney zu einem globalen Netzwerk, das Zweigstellen (registriert auf den Kaimaninseln) in Chiang Mai, Manila, Hawaii, Singapur, Hongkong, Taiwan, George Town und Washington D.C. umfasste. Zwischen 1976 und 1979 stieg der Umsatz von 30 Millionen auf eine Milliarde Dollar.
Nach Angaben eines ehemaligen Mitarbeiters aus dem Jahr 1980 zahlte die Bank Provisionen von bis zu 2,5 % für ungesicherte Anlagen von 1 Mio. USD oder mehr, während der übliche Satz bei 0,25 % lag. Die Bank beteiligte sich jedoch nie an traditionellen Merchant-Banking-Aktivitäten wie Aktieninvestitionen oder Hypothekenfinanzierungen; stattdessen suchten ihre Direktoren nach allen möglichen unkonventionellen Investitionsmöglichkeiten, einschließlich Waffengeschäften und Versuchen, verschiedene Rohstoffmärkte wie die für malaysischen Kautschuk und indonesisches Erdöl zu beherrschen. Die Tochtergesellschaft der Bank auf den Kaimaninseln bot Steuervermeidungsgeschäfte an.
Die Nugan Hand Bank erlangte ihre Seriosität durch die Einstellung einer Reihe von hochrangigen US-Militärs und Geheimdienstmitarbeitern im Ruhestand, wie dem ehemaligen Konteradmiral Earl P. Yates als Bankpräsident und dem ehemaligen CIA-Direktor William Colby als Rechtsberater. Der australische Speditionsmagnat Peter Abeles war ebenfalls mit der Bank verbunden. Der US-amerikanische Unternehmer und Ex-Militär Bernie Houghton wurde Repräsentant der Bank in Saudi-Arabien, musste aber schließlich im Kugelhagel aus dem Land fliehen, als die Kunden ihr Geld zurückwollten.
Michael Hand hatte eine enge geschäftliche und soziale Beziehung zu dem ehemaligen Polizeibeamten und Unterwelt-„Patron“ Murray Stewart Riley aus Sydney aufgebaut. Ab April 1976 veranlasste Hand fünf Bargeldtransfers in Höhe von insgesamt 295.000 Dollar an das Büro in Hongkong. Rileys Untergebene dort verwendeten diese Gelder zum Kauf von Heroin, das dann nach Australien verschifft wurde. Auf Anraten von Riley eröffnete Hand Zweigstellen in Thailand, „um Drogengelder anzulocken“, und ordnete zwei Jahre später die Vernichtung aller belastenden Unterlagen über Rileys Geldtransfers an.

## Kollaps der Bank
Der Zusammenbruch der Bank wurde durch den Tod ihres Gründers Frank Nugan in den frühen Morgenstunden des 27. Januar 1980 herbeigeführt. Nugan, der wegen Aktienbetrugs angeklagt war, wurde in seinem Mercedes-Benz außerhalb von Lithgow, New South Wales, mit einem Gewehr erschossen aufgefunden. Eine Untersuchung stellte einen Selbstmord fest. Es blieben jedoch Fragen offen, wie das Fehlen von Fingerabdrücken auf der Waffe.
Der Verdacht auf die Aktivitäten der Bank wuchs in den folgenden Tagen, als Einzelheiten über den Inhalt von Nugans Auto bekannt wurden. Von besonderem Interesse war die Visitenkarte von William Colby. Außerdem war Nugans Büro durchwühlt worden, und Hand und Yates hatten angeordnet, wichtige Firmenakten zu vernichten oder zu verstecken. Zahlreiche der wichtigen Beweise konnten so rechtzeitig vernichtet werden. Nachdem er viele von Nugan Hands Aufzeichnungen vernichtet hatte, floh Hand im Juni 1980 unter falscher Identität aus Australien.

## Untersuchungen
Die Aktivitäten von Nugan Hand waren Gegenstand dreier größerer staatlicher Untersuchungen. Zwei davon stammten von Gremien, die eigens zur Untersuchung des Skandals eingerichtet worden waren: Die erste, die Commonwealth-New South Wales Joint Task on Drug Trafficking, bestand aus Ermittlern der Bundes- und Landesregierung und dauerte von 1980 bis 1983; die zweite, die Royal Commission of Inquiry into the Activities of the Nugan Hand Group, wurde von Donald G. Stewart geleitet und dauerte von 1983 bis 1985. Darüber hinaus begann die Corporate Affairs Commission of New South Wales, ein staatliches Organ, das mit der regelmäßigen Überwachung von Geschäftsaktivitäten in New South Wales betraut ist, fast unmittelbar nach Nugans Selbstmord mit der Untersuchung der Bank und veröffentlichte von 1980 bis 1983, als sie ihre Untersuchung abschloss, sieben Zwischenberichte.
Ein Bericht des New South Wales Corporate Affairs Committee brachte den ehemaligen philippinischen Präsidenten Ferdinand Marcos mit der Bank in Verbindung. Der Geschäftsmann Ludwig Petre Rocka aus Melbourne und Manila hatte ein Konto bei der Bank, ebenso wie seine Frau Elizabeth E. Marcos, die Schwester von Ferdinand. Rocka hatte bei der Gründung der Manila-Niederlassung von Nugan Hand mitgeholfen. Die Marcos-Familie war für ihre Korruption berüchtigt und war eng mit den Vereinigten Staaten verbündet.
Die Royal Commission stellte fest, dass die Nugan Hand Bank in Geldwäsche, illegale Steuervermeidungsprogramme und weit verbreitete Verstöße gegen das Bankengesetz verwickelt war. Ein Zeuge, ein ehemaliger Direktor von Nugan Hand, sagte aus, dass Hand die Führungskräfte der Bank bedrohte: „Wenn wir nicht taten, was uns gesagt wurde, und die Dinge nicht richtig gehandhabt wurden, würden unsere Frauen in Stücke geschnitten, in Kisten verpackt und an uns zurückgeschickt werden“. Die Untersuchung der Royal Commission konnte jedoch keine Beweise für Drogenschmuggel, Waffenhandel und einer Beteiligung der CIA feststellen. Keiner der Beteiligten an der Bank wurde später verurteilt und der Untersuchung wurde vorgeworfen ein "Cover-up" zu sein.

## Behauptungen über die Beteiligung der CIA
Der Politiker und Richter John Dowd erklärte, dass Nugan Hand zum Vehikel wurde, um im Stillen Geld der Drogenindustrie zu bewegen. Dowd sagte, dass dies zu Geschäften mit korrupten Regierungen und der CIA führte, aber in Australien in den 1970er–1980er Jahren wurde die CIA als „die Guten“ angesehen. Auch der frühere Generalstaatsanwalt von New South Wales, Frank Walker, betonte, dass aus Sicht der Regierung gute Beziehungen zwischen ASIO und CIA wichtiger waren als die Verfolgung von Verbrechern. Die Investigativsautoren Kwitney (1987) und McCoy (1991) behaupteten, dass die Nugan Hand Bank die internationale Bewegung illegaler Gelder sowohl für Drogenschmuggler als auch für die CIA erleichtert habe. Die Behauptungen der Stewart-Kommission, dass es keine Beweise für diese Anschuldigungen gab, erstaunte sie und wurde von ihnen angezweifelt.
Die Enthüllungen des amerikanischen Spions Christopher Boyce gaben Anlass zu Spekulationen, dass die CIA und Nugan Hand auch eine Rolle bei der Absetzung des australischen Premierministers Gough Whitlam gespielt habe. So stellt William Blum (1999) unter anderem fest, dass die Bank angeblich 2,4 Millionen Dollar an die Liberal Party of Australia überwiesen hat, die 1974 und 1975 in zwei Wahlen versuchte, Whitlams Labor-Regierung zu stürzen. Er erklärt auch, dass der Generalgouverneur Sir John Kerr, der maßgeblich an der australischen Verfassungskrise von 1975 beteiligt war, von der CIA als „unser Mann“ bezeichnet wurde. Die CIA reagierte auf diese Anschuldigungen mit einem entschiedenen Dementi: „Die CIA hat sich nicht an Operationen gegen die australische Regierung beteiligt, hat keine Verbindungen zu Nugan Hand und ist nicht in den Drogenhandel verwickelt."
1981 trat Premierminister Malcolm Fraser, der gehofft hatte, die Kontroverse um die Nugan Hand würde sich in Luft auflösen, vor das Parlament und erklärte der australischen Öffentlichkeit, die CIA habe kein Interesse an der Bank gehabt. Frasers Zusicherungen wurden jedoch von dem Journalisten Brian Toohey in Frage gestellt, der schrieb, ein ehemaliger CIA-Agent habe ihm erzählt, Patry E. Loomis habe für die CIA gearbeitet und angeblich dafür gesorgt, dass riesige Geldsummen für verschiedene Geheimdienstoperationen in der ganzen Welt über Nugan Hand liefen. Einzelheiten in Seymour Hershs (1981) Artikel The Qaddafi Connection in der New York Times unterstützen Tooheys Behauptungen.
In einem Interview mit dem Dokumentarfilmer Peter Butt behauptete Michael Hands Militärkollege und Nugan Hand-„Fixer“ Douglas Sapper, dass die Nugan Hand Bank eine Durchgangsstation für CIA-Gelder gewesen sei.

## Verbleib von Michael Jon Hand
Im März 1991 berichtete die australische Zeitschrift The Eye, dass Michael Hand in den Vereinigten Staaten lebt, und nannte eine Adresse und andere Einzelheiten, aber die australischen Behörden lehnten ein Auslieferungsverfahren ab.
Im November 2015 berichtete der Sydney Morning Herald, dass Peter Butt Hand ausfindig gemacht hatte, der unter dem Namen Michael Jon Fuller in Idaho Falls in Idaho leben soll. Er stellte die Frage, warum das FBI ihn nicht gefunden hat, wo doch Fullers Sozialversicherungsnummern mit der von Hand identisch war.